# Standby-System
Ein Standby-System ist ein zweites Rechnersystem, das zur Absicherung eines Primärsystems im Hintergrund bereitsteht und im Fehlerfall des Primärsystems dessen Aufgaben übernimmt. Durch ein Standby-System wird die Verfügbarkeit des betroffenen IT-Systems erhöht. Um die Übernahme dieser Dienste zu automatisieren, wird häufig eine Cluster-Manager-Software eingesetzt, die den Fehler des Primärsystems ohne Eingriff eines Administrators erkennt und den als Failover bezeichneten Vorgang der Diensteübernahme selbsttätig ausführt.
Einige Hersteller von Anwendungs- und Datenbanksoftware wie Oracle und Sybase bieten eigene Lösungen für Standby-Systeme ohne Clustersoftware an. So ermöglicht Oracle die Erstellung und Verwaltung einer Standby-Datenbank auf einem Standby-System mit Oracle Dataguard, während Sybase eine auf Replikation beruhende Lösung offeriert.
Neben den herstellerspezifischen gibt es auch unabhängige Lösungen, welche auch heterogene Datenbanklandschaften sowie ganze Systeme (u. a. Applikationsserver, Filesysteme etc. inkl. IP-Switching) verwalten können.